# Macromitrium vitianum
Macromitrium vitianum är en bladmossart som beskrevs av Edwin Bunting Bartram 1948. Macromitrium vitianum ingår i släktet Macromitrium och familjen Orthotrichaceae. Inga underarter finns listade i Catalogue of Life.